# شنان (إدلب)
تقع قرية شنان في الجهة الشرقية من جبل الزاوية على بعد حوالي 30 كم إلى الجنوب من مدينة إدلب وإلى شمال غرب مدينة معرة النعمان بمسافة 13 كم في منطقة شديدة الوُعورة وكثيرة الصخور، وهي تابعة إدارياً لمدينة أريحا. تحدها من الشمال والشمال الشرقي قريتا سرجة وكفرحايا ومن الغرب قريتا المغارة ومرعيان ومن الجنوب الغربي قرية فركيا ومن الجنوب قرية بينين.

## التاريخ
تتناثر بيوتها التي صنعت وفقاً للحقبة التي مر بها سكانها فهي خليط من التراث البيزنطي والروماني والإسلامي الأول وبيوت الغمس التي كانت سائدة في أواخر الحكم العثماني، ثم البناء الحديث الذي بدأ يظهر في الآونة الأخيرة، على أطراف وادٍ يخترقها من شرقها إلى غربها، وتعتبر القرية من القرى الأكثر جمالاً من حيث الطبيعة والموقع في جبل الزاوية كما أنها تحتوي على العديد من المواقع الأثرية التي تعود في الغالب إلى العهد الروماني والبيزنطي ومن أهمها الموقع المسمى بـ أم سرفوس وهو محطة للقوافل التي كانت تذهب من إيبلا إلى أوغاريت مروراً بهذه القرية وآثاره لا تزال موجودة حتى الآن في الجهة الغربية من القرية في منطقة مرتفعة تصلح لأن تكون مصيف لبرودتها في الصيف وإطلالتها الجميلة على المنطقة الشرقية، كما تحتوي القرية على العديد من المدافن الرومانية والنوواويس الحجرية التي حفرت في الصخر وأغلبها غير ظاهرة على شكل مغاور أرضية، وتحوي القرية لوحة منحوتة في الصخر رسم عليها تمثال نيرون ملك روما وبجانبه تمثال أسد وفتاة صغيرة.

## النشاط الزراعي
يبلغ عدد سكان القرية 5,000 نسمة تقريباً حسب آخر إحصائية يعمل معظمهم في الزراعة رغم الوعورة الشديدة لأراضيها، إلا أنها استطاعت أن تكوّن لها اسم في قائمة القرى الزراعية في المنطقة بسواعد أبنائها، ومن أهم الزراعات الموجودة فيها زراعة المشمش فهي الشجرة الأكثر زراعة فيها، حيث بلغ إنتاج القرية في عام 2008 أكثر من 75 طنا من المشمش بأنواعه المتعددة رغم قلة سكانها.

## الخدمات في القرية
ومن أهم الخدمات الموجودة حالياً في القرية : البلدية ومدرستان للتعليم الأساسي إحداهما حلقة أولى والأخرى حلقة ثانية وفرع للجمعية الاستهلاكية ومسجد وصيدلية تقدم الخدمات الطبية وشبكة الكهرباء والماء والهاتف و الإنترنت